# ديريك ستيبان
ديريك ستيبان (بالإنجليزية: Derek Stepan)‏ هو لاعب هوكي الجليد أمريكي، ولد في 18 يونيو 1990 في هاستينغز في الولايات المتحدة.

## وصلات خارجية
- ديريك ستيبان على موقع دوري الهوكي الوطني (الإنجليزية)
- ديريك ستيبان على موقع EliteProspects.com (الإنجليزية)
- ديريك ستيبان على موقع HockeyDB.com (الإنجليزية)
- ديريك ستيبان على موقع Hockey-Reference.com (الإنجليزية)
- ديريك ستيبان على موقع أوليمبيديا (الإنجليزية)